# Azuma Hiromasa
Hiromasa Azuma (sinh ngày 29 tháng 8 năm 1977) là một cầu thủ bóng đá người Nhật Bản.

## Sự nghiệp câu lạc bộ
Hiromasa Azuma đã từng chơi cho Ventforet Kofu.